# Uhelné prázdniny 1979
V lednu 1979 byly v Československu vyhlášeny celostátní uhelné prázdniny. Celá ekonomika byla těžce postižena vlnou silných mrazů, které náhle udeřily v noci z 31. prosince 1978 na 1. leden 1979. Teplota přes noc klesla z +10 °C na −20 °C. Mezi hlavní problémy patřila neexistující výstražná meteorologická služba, která by umožnila přípravu na příchod mrazů a zamrzání mokrého uhlí ve vagónech a na nekrytých skládkách, což způsobilo problémy se zásobováním teplem a elektrickou energií v celém státě.

## Rychlá změna počasí
Konec roku 1978 byl ve znamení teplého, téměř jarního počasí. Na Silvestra se denní teploty pohybovaly kolem +10 °C, v jižních Čechách dokonce až +15 °C, ale od severozápadu se již přes území tehdejší NDR rychle přibližovala hluboká tlaková níže doprovázená studeným arktickým vzduchem, který již od noci z 28. na 29. prosince působil kalamitní stavy v dopravě a energetice SRN. Přes severočeské příhraniční hory se tento studený vzduch začal přelévat právě v noci na Silvestra (z 30. na 31. prosinec) a v průběhu dne se pak šířil přes českou kotlinu na celé území republiky. Došlo k nebývalému ochlazení rychlostí až 3 °C/h, například na Ještědu klesla teplota o 26 °C během 24 hodin a ve Frenštátu pod Radhoštěm dokonce o 30,5 °C. Meteostanice v Praze-Libuši zaznamenala 31. 12. 1978 pokles teploty z +11,4 °C ve 14 hodin na −10,5 °C ve 21 hodin, tedy téměř o 22 °C během 7 hodin, a do rána pak o dalších téměř 8 °C. Tento pokles byl doprovázen i změnou větru, z teplého jihozápadního proudění s nárazy o rychlosti 15–20 m/s na čerstvý ledový severozápadní vítr, který ojediněle v horských oblastech dosahoval rychlosti 30 až 45 m/s. Ten se sice později uklidnil, ale dvacetistupňové mrazy vytrvaly na většině území republiky cca do 10. ledna, ve druhé dekádě se zmírnily na teploty okolo −10 °C.

## Důsledky
Tak silný a zejména rychlý pokles teploty způsobil energetickou i dopravní kalamitu prakticky pro celé Československo. V předchozích teplých dnech totiž vcelku vydatně pršelo a veškeré vytěžené a většinou i nekryté uhlí (nejen to právě vytěžené na haldách, ale i provozní zásoby uhlí na skládkách elektráren, tepláren či místních kotelen) bylo tím pádem hodně mokré a s příchodem mrazů okamžitě zamrzlo prakticky v celém objemu. Zamrzlo také uhlí a koks ve stovkách železničních nákladních vozů, které byly navíc při snaze o uvolnění uhlí poškozovány.
Během několika desítek hodin tak uhelným elektrárnám začalo docházet použitelné, nezamrzlé palivo, souběžně s tím však došlo v severočeském a sokolovském hnědouhelném revíru k vyřazení korečkových rypadel a pásových dopravníků, které zamrzaly a praskaly. Výsledkem byla obtížně řešitelná energetická krize s dalekosáhlými důsledky. Na mnoha místech zkolaboval systém centrálního vytápění, docházelo k častým výpadkům v dodávkách elektrické energie a protože stejným problémům čelily i okolní státy, nebylo možné požádat o pomoc sousedy a bylo nutné přijmout řadu úsporných opatření. Situaci navíc zkomplikovalo nové sněžení, kdy místy napadlo okolo 15 cm sněhu.
Dopravu dále ztěžoval fakt, že podniky, které měly deponované autobusy na volných plochách, v prvních dnech kalamity musely výrazně omezit provoz buď pro úplnou nemožnost nastartovat motor, nebo pro zamrzání nafty na trase. Ledová novoroční vichřice také dokonala zkázu imisně poškozených lesů na hřebenech Krušných hor, Jizerských hor a Krkonoš. V důsledku extrémního počasí se také zřítila část již dříve poškozeného vysílače Krašov, který musel být následně odstřelen.

## Úsporná opatření
Federální vláda ČSSR (a předsednictvo ÚV KSČ) na vzniklou situaci zareagovala až 5. ledna 1979 přijetím několika opatření, která vešla v účinnost v následujících dnech a která na úrovni krajů rozpracovávaly krajské energetické komise, podobná opatření byla přijata na úrovni okresů, jednotlivých měst či obcí, stranou nezůstaly ani podnikové a závodní energetické komise.
Jako prvořadý úkol bylo stanoveno zajistit v prvních dnech omezení dodávek elektrické energie ve prospěch nejnutnější výroby a technologií – především vytápění budov apod., a v rámci celé republiky byly vyhlašované regulační stupně v odběru elektřiny. Například regulační stupeň č. 10 ukládal podnikům snížit v určenou hodinu spotřebu energie na technologické minimum (provoz kotelen, nejnutnějšího osvětlení, technologií, závodních kuchyní a jídelen, energetiky aj.) tak, aby v následující hodině mohla být výroba v plné výši ihned obnovena. Přesný čas omezení spotřeby elektrické energie (vždy 1 hodina v době dopolední a 1 hodina v době odpolední energetické špičky) byl určen pro jednotlivé okresy a pravidelně se měnil.
Například v Severomoravském kraji se mezi konkrétními opatřeními objevilo omezení vytápění veřejných místností (hotely, kina, restaurace apod.) na max. 16 °C, ale omezeno bylo i vytápění tramvají a trolejbusů a teplá voda na sídlištích byla dodávána jen každý druhý den. V Nové huti Klementa Gottwalda byly z důvodu omezení odběru elektřiny zastaveny některé výrobní provozy.
Výrazné omezení provozu postihlo „zbytné“ instituce: 6. ledna bylo omezeno vysílání Československé televize jen na dobu po 19. hodině, od 8. do 12. ledna dokonce až od 20:30, přičemž vysílání končilo kolem 23. hodiny.  Poté se až do 18. ledna začátky vysílání pohybovaly mezi 18. až 20. hodinou. V dalších dnech se doba vysílání postupně prodlužovala, k obvyklému vysílacímu schématu se ČST navracela až po 3. únoru.  Bylo dočasně zastaveno i rušení vysílače Svobodná Evropa.[zdroj⁠?!] Byly uzavřeny i galerie a většina divadel. Ve školách byly od 8. ledna vyhlášeny uhelné prázdniny, které byly 11. ledna prodlouženy až do 29. ledna. Začátek pracovní doby v úřadech a administrativě tam, kde to bylo z důvodu dopravy možné, byl posunut až na osmou nebo devátou hodinu ranní.

## Konec kalamity
Přes veškerou snahu se podařilo dodávky energií stabilizovat až v polovině ledna, po 20. lednu výrazně pomohla i mírná obleva. Energetický provoz se zvolna vrátil k normálu. Uhelné prázdniny tak mohly být odvolány k 29. lednu 1979 s tím, že kvůli zameškané výuce byly v tomto školním roce zrušeny jarní prázdniny a nebyly povoleny celodenní školní výlety.
Regulační opatření především v oblasti dodávek elektrické energie se v podobných případech průběžně uplatňovala i později, například na začátku roku 1987 s mnohadenními mrazy pod −25 °C. Stabilní dodávky elektrické energie však zajistila až úplná dostavba jaderných elektráren Dukovany a Temelín.
Jako reakce na energetickou krizi byl v tehdejším Československu obnoven letní čas s platností od neděle 1. dubna 1979.

## Zahraničí
Extrémní mrazy postihly mnoho států Evropy. V Moskvě byla naměřena teplota −45 °C, čímž byl překonán rekord z roku 1900, rekordně nízká teplota −47 °C byla naměřena také v severním Švédsku. Na severu NSR padal sníh nepřetržitě 80 hodin a byl vyhlášen stav ohrožení. Dánský rozhlas nabádal občany, aby nevycházeli vůbec z domu.